# Georg von Peurbach

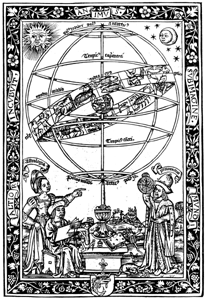
Georg von Purbach: Theoricarum novarum planetarum testus, Paryż 1515

Georg von Peurbach (także Purbach, Peuerbach, Purbachius, właśc. Georg Aunpekh; ur. 30 maja 1423 w Peuerbach koło Linzu, zm. 8 kwietnia 1461 w Wiedniu) – austriacki matematyk i astronom.

## Życiorys
Urodził się w miejscowości Peurbach w pobliżu Linzu. Studiował na Uniwersytecie Wiedeńskim. W latach 1448–1453 podróżował po Niemczech, Francji i Włoszech, wykładał astronomię m.in. na uniwersytetach w Padwie, Bolonii i Ferrarze. Powrócił do Wiednia i 28 lutego 1453 uzyskał tytuł Master of Arts. Na Uniwersytecie Wiedeńskim prowadził wykłady z filologii i literatury klasycznej. W 1454 został nadwornym astrologiem króla Węgier i Czech – Władysława V, a po jego śmierci – cesarza Fryderyka III. Jego uczniem i współpracownikiem był Regiomontanus.
Zmarł nieoczekiwanie 8 kwietnia 1461 w Wiedniu.

## Twórczość
Najbardziej znane dzieło Peurbacha to Theoriae novae planetarum (ukończone w 1454), oparte na teorii geocentrycznej Ptolemeusza, wydane przez Regiomantusa. Peurbach był też autorem tablic zaćmień i sinusów. W 1460, za namową kardynała Bessariona, rozpoczął tłumaczenie z greki Almagestu Ptolemeusza i opracowanie skróconej wersji tego dzieła. Przed śmiercią zdołał ukończyć tylko 6 z 13 tomów, pozostałe dokończył Regiomantus około 1462, a praca ta została wydana drukiem dopiero w 1496 pod tytułem Epytoma… in Almagestum Ptolomei.